# زیردریایی ای‌جی-۲۲
زیردریایی ای‌جی-۲۲ (به انگلیسی: Russian submarine AG-22) یک زیردریایی بود که طول آن ۱۵۰ فوت ۳ اینچ (۴۵٫۸ متر) بود. این زیردریایی در سال ۱۹۱۹ ساخته شد.